# Malte (île)
Ne doit pas être confondu avec Malt ou MALT.
Cet article concerne l'île. Pour le pays, voir Malte. Pour les autres significations, voir Malte (homonymie).
Malte, en maltais Malta, est l'île principale de l'archipel maltais. Cette île est la plus grande et la plus peuplée ; La Valette, la capitale de la république de Malte, se trouve dans le nord-est de l'île.

## Étymologie
Le nom de l'île provient probablement du grec ancien μέλι / méli, « miel », ou μέλιττα / mélitta, « abeille »[source insuffisante].

## Géographie

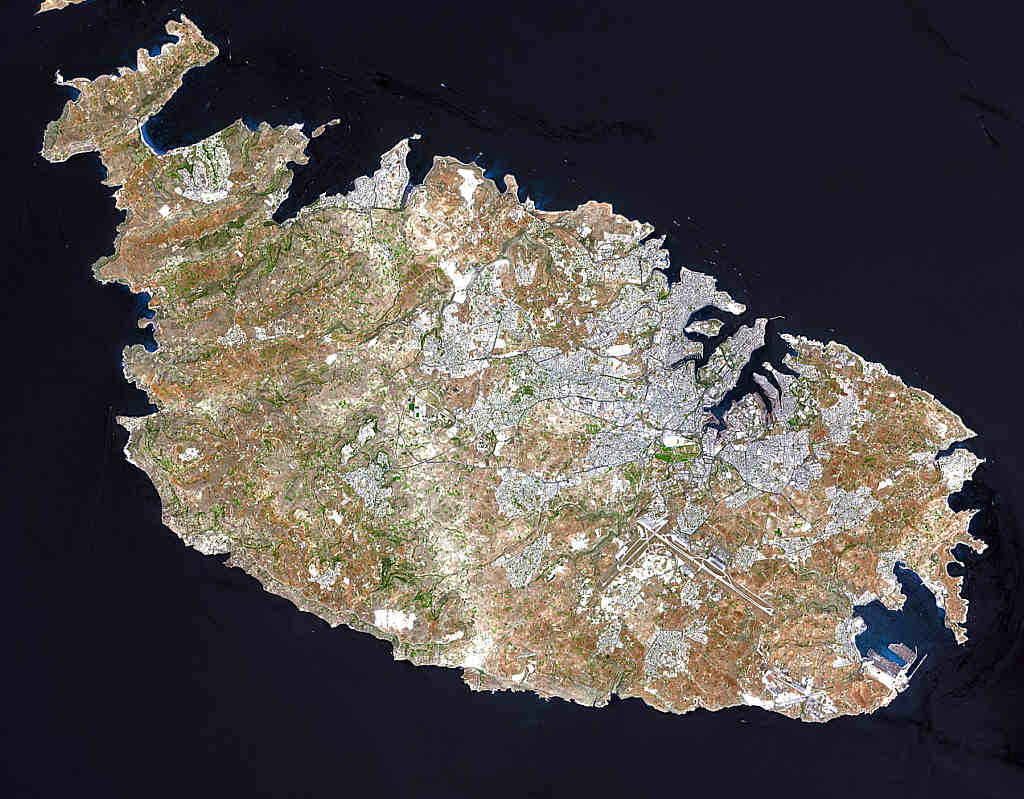
Image satellite de Malte.

### Localisation
Malte constitue le sud-est de l'archipel maltais composé au total de huit îles. Elle est séparée au nord-ouest de Gozo, avec entre eux les îles de Comino et Cominotto. Malte est séparée de Comino par le détroit de Malte de 2 600 mètres de large avec le détroit de Gozo entre Comino et Gozo de 2 300 mètres de large. Au sud de Malte, la petite Filfla et son îlot frère de Filfoletta, réserve naturelle, éloignées de 4 500 mètres. Les deux îles de Saint-Paul au nord de Malte ferment la baie de Saint-Paul tandis que l'île Manoel est aujourd'hui reliée à la ville de Gżira.
Malte est baignée par la mer Méditerranée. Au nord se trouve la Sicile dont elle est séparée par le canal de Malte, large d'environ 90 kilomètres et le plateau de Malte d'une profondeur d'environ 120 mètres, le plateau continental des 200 mètres englobe l'archipel maltais et la Sicile. Au sud le continent africain, Malte est séparée de la Libye par le canal de Medina d'une largeur d'environ 335 kilomètres et les bancs de Medina et de Melita d'une profondeur maximale de 500 mètres. À l'est ces deux bancs chutent sur la plaine abyssale ionienne d'une profondeur atteignant les 5 000 mètres par l'escarpement de Malte-Sicile, le plus au nord, l'arête de Malte-Medina et l'escarpement de Medina le plus au sud. À l'ouest, la partie sud du canal de Sicile sépare sur plus de 300 kilomètres Malte du golfe de Gabès en Tunisie. Entre Malte et la Tunisie un réseau complexe de dépressions, dépression de Malte, de Pantelleria et de Lnosa, pouvant dépasser les 1 500 mètres de profondeur, entaillent le plateau tunisien dont la profondeur est d'environ 500 mètres. Le long de ces dépressions se trouvent les îles volcaniques italiennes de Pantelleria et les Pélages, comprenant Lampedusa, Linosa et Lampione.

### Topographie
L'île mesure 27 km dans sa plus grande longueur et 14,5 km dans sa plus grande largeur.

### Géologie
L'archipel maltais est le résultat de la surrection d'un fond calcaire ennoyé avec basculement suivant un axe sud-ouest/nord-est. Cela a pour résultat de hautes falaises (rdum/rdumijiet) sur la côte sud-ouest entaillées çà et là de profondes criques (qala/qaliet) et une côte basse au nord-est constituée de plaques rocheuses entrant avec une faible pente en mer et largement découpée de baies (bajja/bajjiet) plus ou moins refermées abritant soit de rares plages de sable (ramla/ramliet), soit des havres portuaires (marsa/mrasi).
Le relief de Malte est le résultat de deux phénomènes, un système de failles et une érosion fluviale.
Le système de failles orienté nord-est/sud-ouest a compartimenté l'île. Les failles les plus sud de faible amplitude sont du type faille décrochante et ont peu modifié le relief.
Le faille la plus importante, une faille normale, délimite un vaste plateau sud du reste de l'île. Ce plateau d'une hauteur de 253 mètres au Ta' Dmejrek, le point culminant de l'île près de la côte sud-ouest, descend jusqu'au niveau de la mer sur la côte nord-est. Ce décrochement d'une hauteur moyenne d'environ 50 mètres, va de Fomm Ir-Riħ au sud-ouest à Baħar Iċ-Ċagħaq au nord-est. Ce décrochement de terrain a été utilisé par l'armée britannique pour établir une ligne de défense continue les lignes Victoria.
Plus au nord, trois systèmes de failles ont effondré le terrain pratiquement au niveau de la mer séparant quatre plateaux d'une hauteur ne dépassant pas les 150 mètres. Le premier, autour des collines de Wardija, s'étend des lignes Victoria à la plaine du wied tal-Pawles. Le second, autour des collines de Bajda, s'étend de la plaine du wied tal-Pwales à la plaine du wied tal-Mistra. Le troisième, autour des collines de Marfa, constitue la péninsule de Marfa.

### Hydrographie
Le réseau hydrographique est maintenant réduit à un système de widen (pluriel de Wied) plus ou moins fossile. Ils ont largement modulé le relief des plateaux maltais. Seules, d'importantes précipitations sont encore canalisées par ces widen.
Un réseau de widen a totalement disparu dans l'urbanisation de la plaine de Birkirkara provoquant de graves torrents dans les rues de la ville. Un système d'alerte par sirènes prévient les populations en cas de danger. C'est ce réseau qui se jetait dans la baie de Msida au fond de Marsamxett Harbour.
Reste principalement, deux réseaux de widen s'écoulant des hauteurs de la côte sud-ouest pour se jeter dans la mer sur la cote nord-est. Le premier, composé des widen Xkora, ta-Kandja, Ħanzir, ta'l-Isqof, il-Baqqija, il-Luq, ta'l-Girgenti, il-Ħesri, Qirda, ainsi que les widen il-Ħensija, Incita, is-Sewda, formant le wied il-Kbir qui se jette dans la baie de Marsa au fond de Grand Harbour. Le deuxième, composé des widen Liemu (à l'origine du découpage des hauteurs de Mdina), il-Bushies, Fiddien, Għemieri, et Għomor qui ensemble forment les lacs Chadwick, seules retenues d'eau permanentes de Malte, et qui se continue par les widen l-Armia, tal-Qlejgħa, ta'l-Isperanza, il-Għasel (qui découpe les gorges de Mosta), ta'Għajn Riħana, l-Arkata, Qannotta qui se jettent dans la baie de Salina.
Évidemment, à l'origine de chaque baie et de chaque crique se trouve un wied, comme le wied Mejxu à l'origine de la baie Saint-George ou le wied Balluta pour la baie Balluta sur la côte basse au nord-est de l'île ou les widen ir-Rum et Miġra Ferħa qui entaillent fortement les falaises de Dingli sur la côte sud-est.